# Enaphalodes archboldi
Enaphalodes archboldi là một loài bọ cánh cứng trong họ Cerambycidae.